# 그 날의 분위기 (드라마)
《그 날의 분위기》는 MBC에서 1994년 9월 30일에 방영된 베스트극장로, 딸의 임신사실을 알고 생명이라는 휴머니즘이냐 딸의 미래를 위한 낙태냐라는 선택을 놓고 갈등하는 이야기이다.

## 줄거리
은숙은 미혼모 보호단체에서 상담 봉사활동을 하며 자신있게 딸 지인과 함께 살아가는데, 딸의 연애는 은숙에게도 짜릿한 기쁨을 주지만 딸의 애인만은 마음에 들지 않는다. 어느날 지인은 연락도 없이 새벽에 들어오는데 얼마 후 딸이 임신했음을 알게 된다.

## 등장 인물
- 김창숙
- 신윤정
- 전무송
- 김용석